# Du, Herre Jesus, ensam går
Du, Herre Jesus, ensam går är en sång med text från 1940 av Oscar Lövgren och musik från 1553 av Burkhard Waldis.
Texten är upphovsrättsligt skyddad till år 2051.

## Publicerad i
- Psalmer och Sånger 1987 som nr 502 under rubriken "Kyrkoåret - Fastan"[1]
- Frälsningsarméns sångbok 1990 som nr 728 under rubriken "Fastan".